# Wanda Joosten
Wanda Joosten (Mortsel, 23 augustus 1962) is een Vlaams revue-, musical-, televisie- en theater-actrice.
In de Suske en Wiske-musical De Circusbaron speelt ze de rol van Tante Sidonia. Ze acteerde en zong in een reeks musicals waaronder voorstellingen van Jesus Christ Superstar, My fair lady en Evita. Ook in een aantal revue-voorstellingen van 't Witte Paard speelt ze mee. Tegenwoordig staat ze met een hoofdrol in de musical Oliver aan de zijde van Door Van Boeckel.
Joosten speelde in 1999 de rol van Jenny Platteau in de televisieserie Lebbegem. In de televisieserie De Familie Backeljau werd ze bekend in de rol van Janineke.
Ze speelde gastrollen in de televisieseries Spoed, Café Majestic, Big & Betsy en Mega Mindy. In 2005 speelde ze Philomena in Booh!. In 2008 was ze te zien in Flikken als Solange Smeekens en in 2010 in Dag en Nacht als Rosa Descamps. Op televisie is ze ook te zien in een reclamespot over 'het zuiverende water'. Anno 2011 neemt ze de stem van Vita Drakovitz voor haar rekening in de 4D film Rokken Roll en The Music Battle Show voor het pretpark Walibi Belgium. Zij speelde ook de rol van Dolores Cortez in de serie Galaxy Park op Ketnet en een kleine gastrol in de serie Skilz. In 2012 speelde ze mee in de kortfilm Plan B. Van juni 2022 tot november 2023 speelde ze een gastrol als Gerda Thys, de korpschef in Thuis. 
Joosten is ook actief als theateractrice. Zo trad ze op met de Internationale Nieuwe Scène (Mistero Buffo 1993 - 1995), Torka T. (Deemster en Carmen 1936) en het Koninklijk Jeugdtheater (Kwoak Kwoak 1993 - 1997). In 2008 toerde ze samen met Marijke Hofkens, Myriam Bronzwaar en Lulu Aertgeerts rond met Moeders! De zwangerschapskomedie. In 2013 vertolkt ze de rol van Oma in Roodkapje, de musical en in "Het Sprookjesconcert" in productie van Event-Team. 
Met haar albums La Passionata (gedichten op muziek - 1991) en Sol y Sombra (2006) positioneert ze zichzelf ook als zangeres. Op basis van beide albums creëerde ze ook een theatervoorstelling.